# 布罗克 (马佐夫舍省)

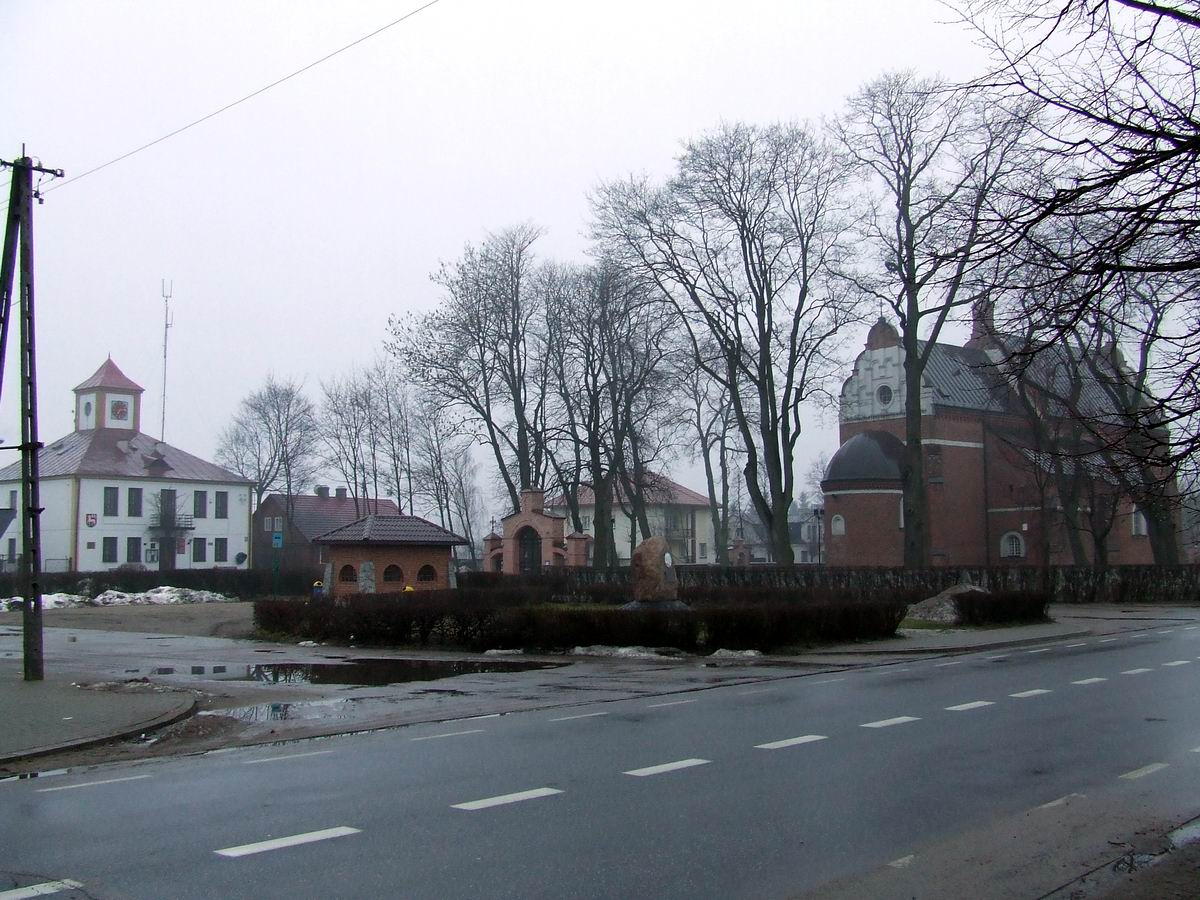

布羅克（波蘭語：Brok，波蘭語發音：[brɔk]）是波蘭的城鎮，位於該國中部西布格河畔，距離首都華沙約70公里，由馬佐夫舍省負責管轄，始建於13世紀，面積28.05平方公里，2006年人口1,859。

## 外部連結
- Official town and commune webpage （页面存档备份，存于）
- Jewish Community in Brok （页面存档备份，存于） on Virtual Shtetl

52°42′N 21°51′E / 52.700°N 21.850°E